# Prete Gianni

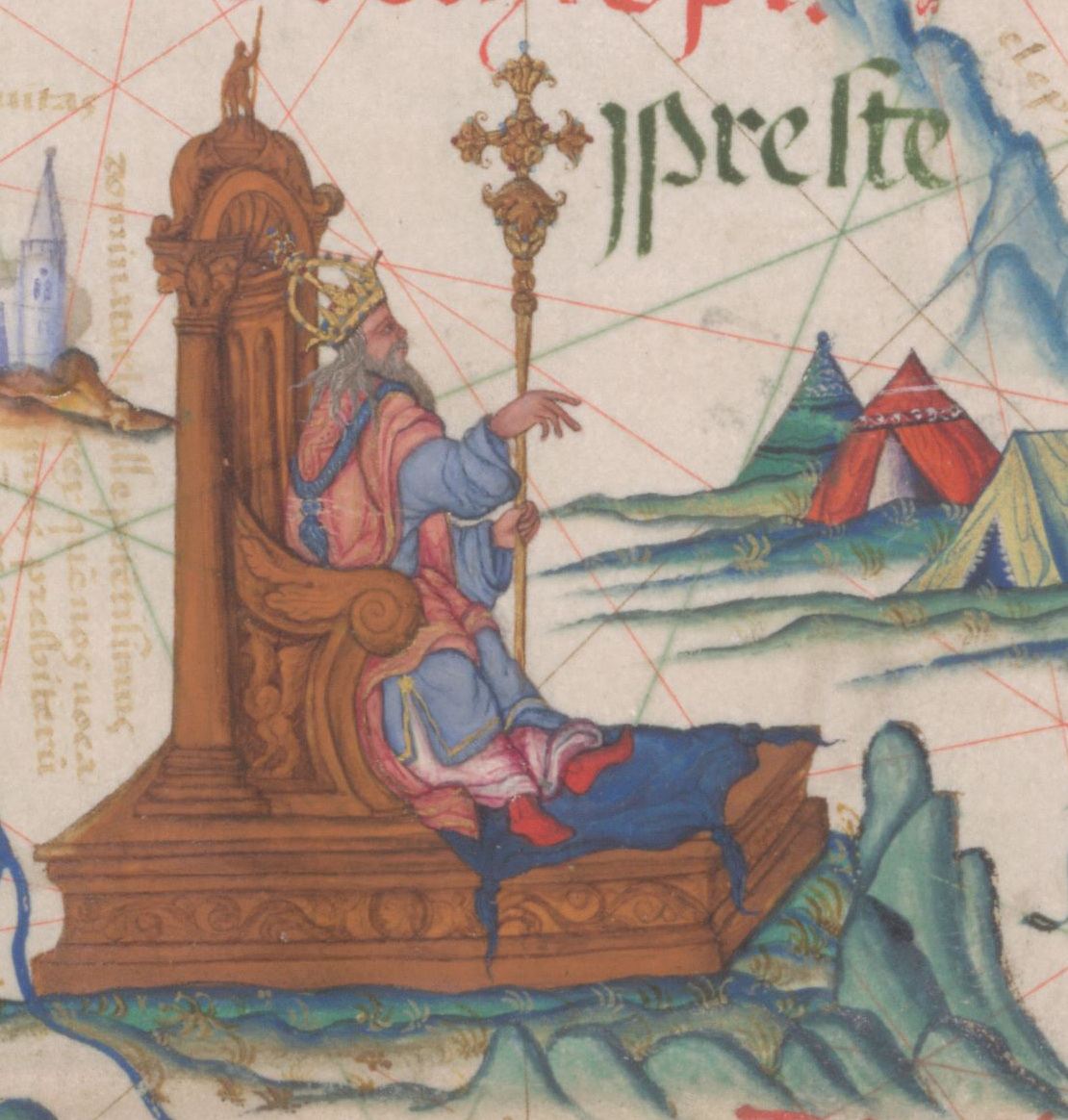
Il prete Gianni sul trono in una mappa dell'Africa Orientale, tratto da un atlante del 1558.

Il prete Gianni (in latino Presbyter Iohannes) è un leggendario sovrano cristiano orientale la cui origine risale alla tradizione medievale. Fu Wolfram von Eschenbach che, all'inizio del XIII secolo, mise in relazione la storia del prete Gianni con la leggenda del santo Graal nel suo poema Parzival, in cui il Prete è il figlio della fanciulla del Graal e del cavaliere saraceno Feirefiz, fratellastro di Parzival.
La figura di questo personaggio divenne popolare nelle cronache e nella tradizione europea dal XII al XVII secolo. Si diceva che governasse su una nazione cristiana nestoriana. Ispirò vari racconti di origine medievale; si fecero varie ipotesi su quale potesse essere il suo regno, dall'India fino all'Etiopia.
L'origine del mito risale a una lettera in latino della fine del XII secolo con la quale un misterioso personaggio, il prete Gianni, sedicente re e sacerdote di una terra orientale, descrive il proprio regno dall'enorme estensione, popolato da strani esseri come da tradizione dell’immaginario medievale sull'Oriente. Questa lettera ha interessato per secoli storici, cronisti, scrittori e viaggiatori tanto che furono numerose le traduzioni o le rielaborazioni del testo originale; il mito è rimasto tale nei secoli e anche in epoca contemporanea ha interessato scrittori e storici, tra cui Umberto Eco nel romanzo Baudolino.
Furono avanzate varie ipotesi, ma l'origine del nome e l'identità rimangono inspiegati. Per Jacques de Vitry si trattava dello stesso Gengis Khan, per Vincenzo di Beauvais di un imperatore indiano; negli Annales sancti Rudberti Salirburgensis è identificato in Abaka, secondo re mongolo di Persia; per Odorico da Pordenone fu un principe cinese, mentre per Marco Polo e Alberico delle Tre Fontane un sovrano keraita (popolazione mongola convertita al cristianesimo nestoriano).
Anche l'ubicazione del reame rimane sconosciuta: "Man mano che i viaggiatori europei si allontanavano dall'Occidente, il prete Gianni recedeva verso lontananze sempre più mitiche: dagli Urali alla Persia e all'India, dalla Mongolia alla Cina, all'Indocina e alla Manciuria. Ciò che restava fissa era la strabiliante ricchezza del Prete e la sua volontà di accostarsi alla dottrina di Roma. (...) Poi quando l'Asia sembrò non offrire nuovi appigli alle speranze di trovarvi un valido alleato (...) fu la volta dell'Africa: l'Egitto prima, la Nubia infine l'Etiopia».
Venne romanzato sia nel Guerin meschino, sia nell'Orlando furioso, dove Ludovico Ariosto lo immagina quale re d'Etiopia, di nome Senapo, che Astolfo libera da una maledizione divina che lo costringeva a soffrire la fame. Il personaggio è presente anche nella Gerusalemme liberata di Torquato Tasso: come già nel Furioso egli regna in Etiopia e si chiama Senapo; è inoltre padre della donna guerriera Clorinda. Compare anche nel prologo di Don Chisciotte della Mancia di Miguel de Cervantes, quando il suo amico immaginario gli consiglia come scrivere il prologo stesso, smontando tutti gli stereotipi del romanzo cavalleresco.

## Fonti della leggenda
Sebbene la genesi diretta non sia chiara, la leggenda attinge da precedenti resoconti di viaggiatori occidentali in Oriente. Particolarmente influenti furono le storie di proselitismo in India dell'apostolo Tommaso, riportate negli Atti di Tommaso, opera del III secolo, che inculcò negli occidentali un'immagine dell'India come un luogo di meraviglie esotiche, oltre a descrivere la fondazione da parte di san Tommaso della prima comunità cristiana, elementi che saranno presenti nei racconti del prete Gianni.
Allo stesso modo altra ispirazione alla leggenda deriva dai resoconti spesso distorti della chiesa nestoriana in Persia, la quale aveva guadagnato ampio seguito nelle nazioni orientali, che avevano impressionato l'immaginazione degli occidentali; particolarmente importanti furono i successi missionari dei Nestoriani tra i mongoli e i turchi dell'Asia centrale; Lo storico francese René Grousset suggerisce che una delle origini della storia potrebbe provenire dal clan Kerait, che aveva convertito migliaia di membri al cristianesimo nestoriano poco dopo l'anno 1000. Nel XII secolo, i sovrani dei Keraiti ancora seguivano l'usanza di portare nomi cristiani, che potrebbe aver alimentato la leggenda.

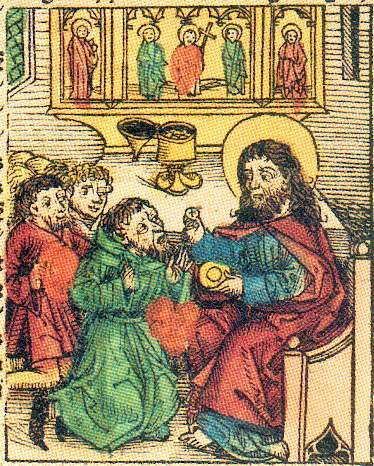
Il prete Gianni, dalle Cronache di Norimberga di Hartmann Schedel, 1493

Inoltre la tradizione potrebbe aver attinto all'oscura figura paleocristiana di Giovanni il Presbitero di Siria, la cui esistenza è stata inizialmente ipotizzata dal vescovo Eusebio di Cesarea sulla base della lettura di testi di alcuni Padri della chiesa. Si suppose che quest'uomo, che in un documento affermava di essere l'autore di due Epistole di Giovanni, avrebbe dovuto essere l'insegnante del vescovo martire Papia, che a sua volta aveva insegnato Ireneo al maestro di Eusebio. Tuttavia, poco collega questa figura, presumibilmente attiva alla fine del I secolo, alla leggenda del prete Gianni al di là del nome. Il titolo "Prete" è un adattamento della parola latina tardiva "presbitero", che significa letteralmente "anziano" e usato come titolo di sacerdoti che ricoprono un alto incarico.
Altra ispirazione furono i testi letterari riguardanti l'Oriente, incluso il grande corpus di letteratura geografica e di viaggio sia antica che medievale. Alcuni dettagli sembrano provenire da resoconti letterari e pseudostorici, come il racconto di Sindbad il marinaio o alcuni racconti su Alessandro Magno.

## Storia

### Prime notizie e origine del nome "Gianni"
Già nel 1122 circolava voce che il “patriarca delle Indie” avesse fatto visita al papa, Callisto II, parlandogli della sua città, un posto paradisiaco dove vivevano solo fedeli cristiani. In effetti quell’anno un “arcivescovo dell’India” - come riporta una lettera di Odone, abate di Saint-Remi di Reims - era venuto in visita a Roma, parlando con esagerazioni dell’opulenza e dei tesori dei paesi in cui si trova il corpo di san Tommaso.
La speranza di un remoto e fantastico regno cristiano in Oriente aveva così lasciato spazio ai racconti che concorsero a formare la leggenda del «prete Gianni». E la prima volta che compare il suo nome in un’attestazione scritta risale al 1145, a quando Ugo di Gabala, un vescovo siriano, affermò che un «certo Gianni», re e prete insieme, proveniente «da oltre la Persia e l’Armenia, in estremo Oriente» e discendente dei re magi, aveva deciso di venire in aiuto alla Chiesa di Gerusalemme e aveva vinto i medi e i persiani, impadronendosi delle terre al di qua del Tigri (spiegando così fantasiosamente la sconfitta del sultano selgiuchide, Sanjar, ad opera della tribù mongola dei Karakitai nel 1141).
Secondo Jacqueline Pirenne, il nome “Gianni” deriverebbe da Vizan, figlio del re dell’India, Mazdai (che aveva ucciso san Tommaso), e che per opera dell'apostolo si era convertito al cristianesimo, divenendo Vizan-Gian. E presso i nestoriani la formula «prete Gianni» passò poi a designare i successori di Vizan-Gian come capo spirituale e temporale dei “cristiani di san Tommaso”.

### La lettera del prete Gianni
Una delle prime notizie sul prete Gianni giunse in Occidente nel 1165 per mezzo di una lettera inviata all'imperatore bizantino Manuele I Comneno, da lui girata al papa Alessandro III e a Federico Barbarossa; il mittente della missiva si qualificava come «Giovanni, Presbitero, grazie all'Onnipotenza di Dio, Re dei Re e Sovrano dei sovrani». La lettera è considerata da molti studiosi come un falso.

La lettera, con linguaggio ampolloso, descriveva il regno di questo prete e re dell'Estremo Oriente, titolare di domini immensi che, definendosi «signore delle tre Indie», diceva di vivere in un immenso palazzo fatto di gemme, cementate con l'oro, e aveva, ogni giorno, non meno di diecimila invitati alla propria mensa; sette re, sessantadue duchi e trecentosessantacinque conti gli facevano da camerieri; tra i suoi sudditi non annoverava solo uomini, ma anche folletti, nani, giganti, ciclopi, centauri, minotauri, esseri cinocefali, blemmi, esseri con un unico e gigantesco piede, che si muovevano strisciando sulla schiena, facendosi ombra del loro stesso piede (abitudine, quest'ultima, da cui deriva il nome di sciapodi), e così via. I suoi domini racchiudevano tutto il campionario di esseri favolosi di cui hanno parlato le letterature e le leggende medioevali.

Il regno del prete Gianni

I due imperatori non diedero peso più di tanto a quel fantasioso testo. Il papa, per puro scrupolo (se davvero in Oriente c'era un re cristiano, per giunta prete, rispondere era un dovere), mandò una lettera composta esattamente da mille parole, in cui lo informava che, una volta giunte notizie più precise, avrebbe inviato presso di lui il vescovo Filippo da Venezia, nella duplice veste di ambasciatore e missionario, per istruire il prete Gianni nella dottrina cristiana. È da notare che il mitico personaggio si era definito seguace del nestorianesimo, condannato come eresia dal concilio di Efeso, secondo la quale le due nature di Gesù erano rigidamente separate, e unite solo in modo morale, ma non sostanziale. La corrispondenza si concluse così.
Circa venti anni dopo, alla fine del XII secolo, Ottone, abate dell'abbazia di San Biagio nella Foresta Nera, continuando la Chronica di Ottone di Frisinga, partecipante alla seconda crociata, riferì di un suo colloquio in Siria con un vescovo monaco che gli aveva parlato di un sovrano cristiano nestoriano, re e sacerdote, aveva riconquistato la città di Ecbatana in un grande battaglia "non molti anni fa". Successivamente prete Gianni presumibilmente partì per Gerusalemme per salvare la Terra Santa, ma le acque gonfie del Tigri lo costrinsero a tornare nel suo paese. La sua favolosa ricchezza fu dimostrata dal suo scettro color smeraldo; la sua santità dalla sua discendenza dai Tre Magi.
Passò un altro mezzo secolo. Fra Giovanni da Pian del Carpine, che, in veste di ambasciatore del papa in Estremo Oriente, aveva assistito nel 1245 all'incoronazione del terzo Gran Khan Kuyuk, nella cronaca dei suoi viaggi (Historia Mongalorum) narra di come Ogüdai, successore di Gengis Khan, era stato sconfitto dai sudditi di un re cristiano, il prete Gianni, che erano conosciuti come «Quegli Indiani chiamati Saraceni neri, o anche Etiopi».
Marco Polo, ne il Milione (1299), fornisce una versione molto più elaborata della storia. Il prete Gianni è descritto come un grande imperatore, signore di un immenso dominio esteso dalle giungle indiane ai ghiacci dell'estremo nord. I Tartari erano suoi sudditi, gli pagavano tasse ed erano l'avanguardia delle sue truppe. Questo fino al giorno in cui non elessero Gengis loro khan. Quest'ultimo, come riconoscimento della propria indipendenza, chiese in moglie una figlia del prete Gianni. Avutone un rifiuto, gli mosse guerra. Una serie di eventi sensazionali accompagnarono la campagna militare che si chiuse con la vittoria tartara.
Per circa un secolo, nessuno più parlò di tale personaggio.

### XIV secolo
Il ritorno in auge della storia del prete Gianni avvenne all'improvviso: sino a quel momento, tutti coloro che avevano parlato del regno del prete Gianni avevano detto di star riferendo voci. John Mandeville, un viaggiatore inglese, raccontò invece di essersi recato in quel regno favoloso durante i suoi viaggi. Nel 1355 egli fu in cura presso Jean de Bourgogne, medico di Liegi, nelle cui mani, al momento del commiato, lasciò un manoscritto: erano le sue memorie di viaggio, che da quel momento conobbero un'enorme diffusione. I presunti viaggi del gentiluomo inglese riprendono e accreditano tutte le favole precedenti e ne aggiungono altre. Unica annotazione, il manoscritto sembra alludere a una localizzazione africana anziché asiatica.
Nel 1371, però, mentre era in punto di morte, il medico belga confessò di essersi inventato tutto.

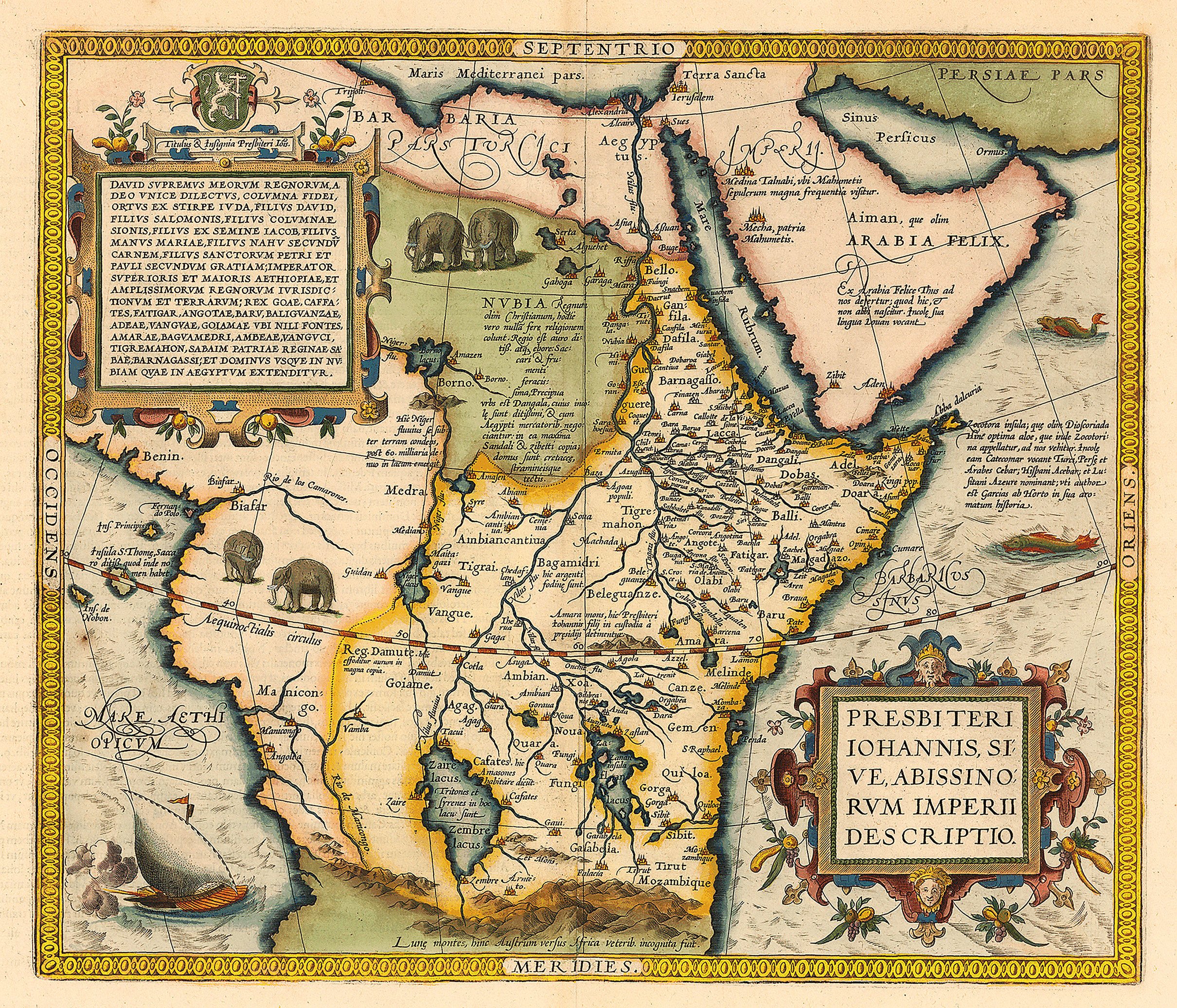
Mappa Descrizione dell'Impero Abissino o del Prete Gianni

Dato che l'India, nel tardo Medioevo, si presentava agli occhi occidentali come un paese dai contorni confusi, gli europei, che avevano inutilmente cercato il prete Gianni in Asia, si rivolsero all'Etiopia, una delle tre Indie nella terminologia dell'epoca.
Marco Polo aveva trattato dell'Etiopia come di una magnifica terra cristiana, e i rapporti tra Etiopia ed Arabia erano reali: la data di nascita del Profeta Maometto, ad esempio, è nota poiché avvenne trent'anni dopo l'ultima spedizione con elefanti di Abraha, il quale s'era eletto monarca dell'Arabia meridionale, dopo averla conquistata per conto dell'Imperatore di Axum. Esistevano commerci floridi tra Imperatori e reggenti dell'Arabia Felix - oggi Yemen; d'origine sabea, cioè arabo-yemenita, era la cultura abissina. Nel 1306 trenta ambasciatori dell'imperatore Wedem Arad giunsero in Europa, e riportarono che il loro patriarca si chiamava Yohannis, comune nome copto. Circa nel 1329, il missionario domenicano Giordano di Séverac, nel suo Mirabilia Descripta, tratta della "terza India" come landa del prete Gianni, nome che - egli dice - gli occidentali han dato al Re di quella regione.
A questo punto una localizzazione etiopica della figura mitica appariva in Europa quasi certa. Il prete Gianni è citato anche su carte geografiche tardo-medievali, come il mappamondo di Martin Behaim.

### Dal XV al XIX secolo
Re Giovanni II del Portogallo nel 1489 inviò un'ambasceria in Egitto, proprio con lo scopo di giungere nel paese del prete Gianni. I messi raggiunsero l'Etiopia, dove trovarono davvero dei re cristiani sottomessi ad un Negus che si proclamava discendente di re Davide. Allo stabilirsi di relazioni diplomatiche ufficiali tra Lisbona e l'imperatore Dawit II nel 1520, «prete Gianni» era il nome con cui gli europei conoscevano l'imperatore d'Etiopia.
Già prima, tuttavia, gli Etiopi avevano tentato di mettere in chiaro come nessuno dei vari titoli del loro regnante corrispondesse al nome attribuito dagli europei. Lo fecero ad esempio i messi di Zara Yaqob nel 1441 al Concilio di Firenze. I colti del tempo che usavano il nome sapevano però che non era un onorifico etiopico: Jordanus, ad esempio sapeva trattarsi di un termine familiare in occidente, ma non autentico. In genere gli esperti, fin dal XVII secolo, sono convinti che il mito sia stato adattato al contesto etiope come lo era stato a quello asiatico dal XII secolo. Storici come Giuseppe Scaligero ipotizzarono che, un tempo, i domini etiopi giungessero sino alla Cina. Ancora nel 1751, quando il francescano ceco Prutzky chiese all'imperatore Iyasu II a Gondar, in uno dei circa venti castelli della sua "Camelot d'Africa", dell'origine di quel titolo, il monarca stupito disse chiaramente che mai si era sentito di un imperatore di Abissinia chiamato in quel modo. Richard Pankhurst sostiene che questa sia la prima volta in cui un imperatore d'Etiopia abbia mai udito quel titolo.

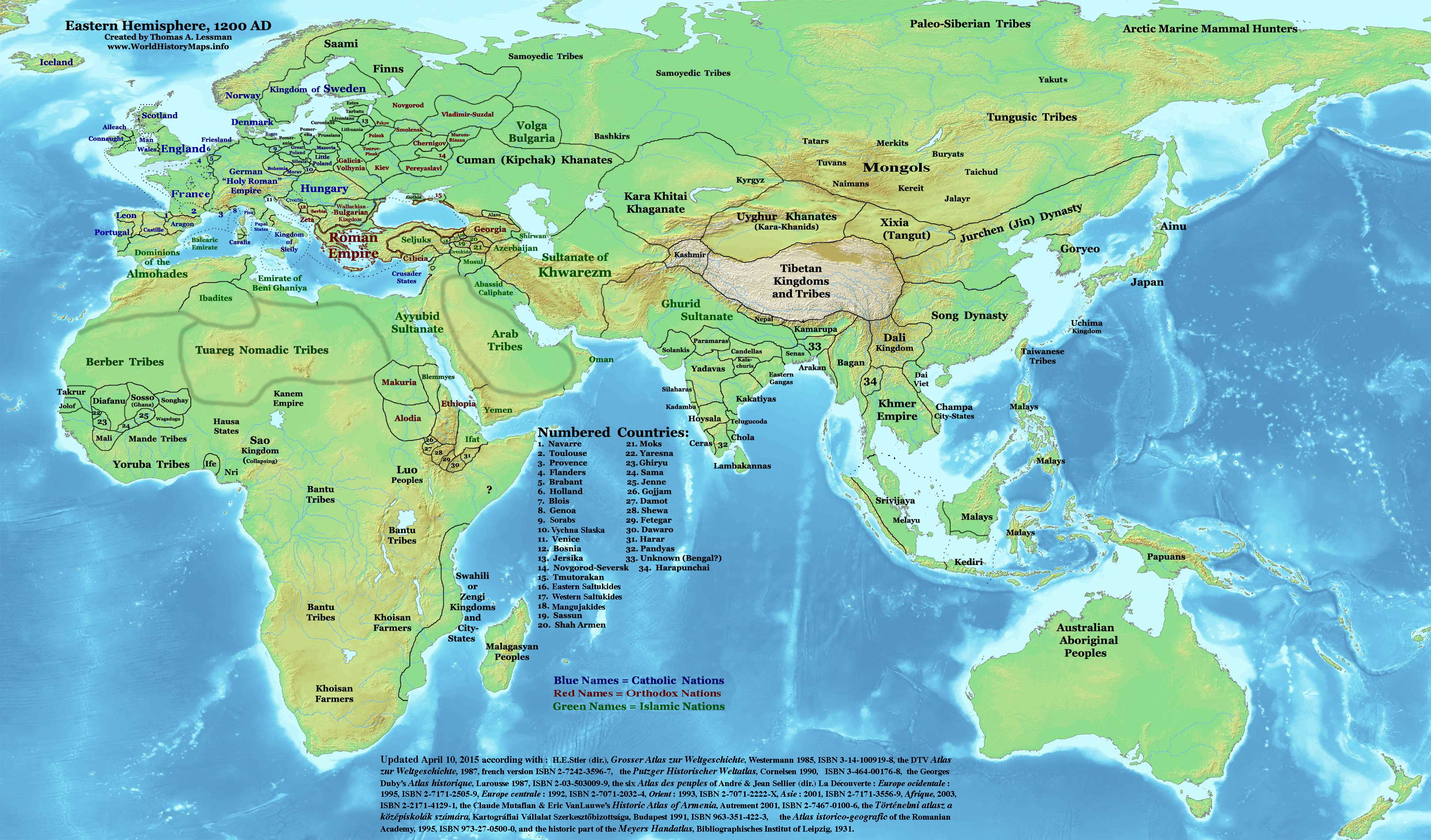
Eurasia nel periodo immediatamente precedente all'invasione mongola (1200).

## Mito o figura storica?
Per alcuni non si tratta unicamente di una figura mitologica. Nel 1926, ad esempio, il giornale cattolico statunitense The Catholic World pubblicò un articolo, firmato John Crowe, in cui si sosteneva che in Asia esistesse effettivamente un Re-sacerdote: il Dalai Lama. Ne conseguirebbe quindi che il regno del prete Gianni sarebbe coinciso con il Tibet. Pur non potendolo escludere, c'è da ricordare che le ricerche più recenti hanno appurato che il più vicino alla realtà era forse proprio Marco Polo.
La Chiesa cristiana nestoriana (detta anche Chiesa d'Oriente), ancor oggi nelle sue forme moderne, ha la sua "testa" gerarchica in territori che, politicamente, fanno ora parte di Iraq, Iran e Afghanistan ma che, anticamente, erano in Persia. Inoltre il grosso dei fedeli, oggi concentrato in India, espletò, nel corso del VI e VII secolo, un'intensa attività di proselitismo in Asia Centro-Orientale, in particolare tra le popolazioni turco-mongole, ma anche in Tibet, Siam e nella stessa Cina. Fra tali missionari, si ricorda la figura del monaco siriano Alopen, che, nell'anno 635, ottenne dall'imperatore cinese T'ai-tsung il permesso di costruire chiese e monasteri e di importare 530 libri religiosi e tradurne in cinese 35.
Anche alcuni sovrani Uiguri (attuale Xinjiang Huihe, Cina occidentale) e Manciù (Manciuria, Cina nord-orientale) si convertirono a questa fede. Una popolazione tartaro-uigura, l'etnia dei Kara Khitay (vocabolo turco che vuol dire cinesi neri, da cui forse i saraceni neri detti etiopi di fra Giovanni da Pian del Carpine), formò un immenso impero esteso, al momento della massima espansione, dalla Cina settentrionale e dall'Altai al Lago d'Aral, che durò tra X, XI e XII secolo. Si tratta degli immediati e diretti eredi della dinastia e del popolo che gli storici cinesi chiamano Liao. Il suo più grande condottiero fu il khan Yelü Dashi. Sconfisse Arabi, Tartari, Turchi, Cinesi e Russi, e regnò dal 1126 al 1144. Yeliutashi era cristiano nestoriano, come lo erano molti suoi sudditi. Alla sua morte l'impero si divise. L'ultimo della sua dinastia fu Toghrul, di cui Gengis era nominalmente vassallo e che tale rimase finché non lo sconfisse. Ancora ai tempi di Marco Polo un esponente di questa dinastia regnava sugli Uiguri, vassallo di Kublai Khan. Nel 1292 fra Giovanni da Montecorvino sostenne di averne conosciuto il successore, di nome Giorgio, e di averlo convertito al cattolicesimo.
Per l'esoterista René Guénon, il prete Gianni è da identificarsi nel re del mondo delle leggende buddiste e il nome deriverebbe dal titolo mongolo khan.

## Influenza culturale
Editoria
- Nel romanzo Baudolino di Umberto Eco, la seconda parte, è incentrato sulla ricerca da parte dei protagonisti del regno del prete Gianni, chiamato "Giovanni" nel libro.
- La figura mitica del prete Gianni è citata nel libro Il ritratto di Dorian Gray di Oscar Wilde nel capitolo undicesimo.
- Il mito del prete Gianni è citato anche nel libro di Jacques Le Goff Il cielo sceso in terra, saggio sull'Europa del medioevo.
- Il mito del prete Gianni è citato nel libro Uccelli da preda di Wilbur Smith.
- Un altro riferimento al prete Gianni è presente nella saga Ulysses Moore, scritta da Pierdomenico Baccalario. Il Giardino di Prete Gianni, il paese sotto il suo dominio, è infatti uno dei paesi immaginari raggiungibili tramite le Porte del Tempo o il Labirinto d'Ombra, che lo collega agli altri porti dei sogni. Inoltre l'intero sesto libro della serie, La Prima Chiave, è ambientato nel sopracitato paese.
- Il personaggio è protagonista anche della serie di librogame intitolata Misteri d'Oriente, pubblicata da Edizioni EL in 5 volumi tra il 1989 e il 1990.
- Nel romanzo Le avventure di Conrad Stargard, il protagonista è un ingegnere che viaggia nel tempo, il quale sfrutta le sue conoscenze per modernizzare la Polonia del XIII secolo. Conrad, non potendo rivelare le sue origini, lascia che il Conte Lamberto e i suoi sudditi credano che egli provenga dal leggendario regno del prete Gianni.

Cinema
- Il prete Gianni in persona appare nel film I cavalieri che fecero l'impresa di Pupi Avati (2001).

Televisione
- Compare dalla seconda stagione in poi della serie TV Marco Polo.

Fumetti
- Dopo la scoperta delle Americhe non mancò chi localizzò il prete Gianni in Florida, e lo collegò ad un altro mito, quello della fonte della giovinezza.[senza fonte] Questa è anche la versione di Alfredo Castelli, autore del fumetto italiano Martin Mystère, che lo fa vivere dal 1101 al 1344.
- Nella serie a fumetti dei Fantastici Quattro della Marvel Comics compare nel n. 50 dell'edizione italiana della Editoriale Corno del 1973, L'occhio del male, un personaggio in armatura, viene svegliato, dopo un sonno di secoli all'interno di una piramide, dalla Torcia Umana, cui si presenta come Prester John, ovvero «Prete Gianni» in inglese. Alla Torcia racconta dei suoi stupefacenti viaggi in regni che vanno dell'Estremo Oriente, all'Impero azteco, fino ad arrivare alla mitica Avalon, di cui descrive le meraviglie ed il progresso tecnologico. In Avalon, venne posto in animazione sospesa per secoli, sopravvivendo alla distruzione del regno, fino al casuale incontro con la Torcia alla ricerca della Valle Segreta degli Inumani e della sua Crystal. Compare poi nel n. 160 come un cavaliere medievale le cui avventure spaziano dalla corte di re Artù, a quella di Riccardo Cuor di Leone e si intrecciano spesso con quelle di un altro personaggio medievaleggiante della Marvel, Sir Perceval il Cavaliere Nero.
- Nella serie di Corto Maltese, nella storia Equatoria (2017), disegnata da Rubén Pellejero e scritta da Juan Díaz Canales, viene citato il personaggio del prete Gianni.